# Campeonato Mundial de Voleibol Masculino Sub-21 de 2015
O Campeonato Mundial de Voleibol Masculino Sub-21 de 2015 foi a 18ª edição da competição, disputada entre 16 seleções mundiais, no período de 11 a 20 de setembro, sendo realizada nas cidades mexicanas de  Mexicali e Tijuana.A edição foi vencida pela Seleção Russa que conquistou seu décimo título na categoria e o jogador deste time Pavel Pankov foi premiado como Melhor Jogador (MVP).

## Equipes qualificadas
| Torneio de qualificação                  | ! Data                               | Sede         | Vagas | Qualificados   | Última participação |
| ---------------------------------------- | ------------------------------------ | ------------ | ----- | -------------- | ------------------- |
| País-sede                                | 11 de novembro de 2014               | Lausana      | 1     | México         | 2013                |
| Campeonato NORCECA de 2014               | 29 de julho 3 de agosto de 2014      | San Salvador | 1     | Cuba           | 2009                |
| Campeonato NORCECA de 2014               | 29 de julho 3 de agosto de 2014      | San Salvador | 1     | Canadá         | 2013                |
| Campeonato Sul-Americano de 2014         | 27 a 31 de agosto de 2014            | Saquarema    | 1     | Brasil         | 2013                |
| Campeonato Sul-Americano de 2014         | 27 a 31 de agosto de 2014            | Saquarema    | 1     | Argentina      | 2013                |
| Campeonato Asiático de 2014              | 17 a 25 de outubro de 2014           | Manama       | 2     | Irã            | 2013                |
| Campeonato Asiático de 2014              | 17 a 25 de outubro de 2014           | Manama       | 2     | China          | 2013                |
| Campeonato Africano de 2015              | 27 de fevereiro a 1 de março de 2015 | Cairo        | 1     | Egito          | 2013                |
| Qualificatório Europeu de 2015 (Grupo G) | 15 a 17 de maio de 2015              | Bełchatów    | 1     | Polônia        | 2009                |
| Qualificatório Europeu de 2015 (Grupo H) | 15 a 17 de maio de 2015              | Nova Gorica  | 1     | Eslovênia      | 2007                |
| Ranking Mundial                          | a partir de dezembro de 2014         | Lausana      | 6     | Rússia         | 2013                |
| Ranking Mundial                          | a partir de dezembro de 2014         | Lausana      | 6     | Itália         | 2013                |
| Ranking Mundial                          | a partir de dezembro de 2014         | Lausana      | 6     | França         | 2013                |
| Ranking Mundial                          | a partir de dezembro de 2014         | Lausana      | 6     | Turquia        | 2013                |
| Ranking Mundial                          | a partir de dezembro de 2014         | Lausana      | 6     | Estados Unidos | 2013                |
| Ranking Mundial                          | a partir de dezembro de 2014         | Lausana      | 6     | Japão          | 2013                |
| Total                                    |                                      |              | 16    |                |                     |

## Locais dos jogos
| Local 1                    |
| -------------------------- |
| Tijuana, México            |
| Centro de Alto Rendimiento |
| Capacidade: 4 000          |
|                            |

| Local 2              |
| -------------------- |
| Mexicali, México     |
| Auditorio del Estado |
| Capacidade: 5 000    |
|                      |

## Formato de disputa
A competição reuniu 16 equipes, sendo realizada em oito dias com recesso de dois dias.As equipes foram distribuídas em quatro grupos, competindo em sistema de pontos corridos, ao final as  primeiras equipes de cada grupo foram distribuídas na segunda fase para o Grupo E, e as segundas colocadas de cada grupo formaram na segunda fase o  Grupo  F, de forma análoga as terceiras colocadas compuseram o Grupo G e as do quarto posto o Grupo H.
Ao final da segunda fase, as duas primeiras colocadas dos Grupos E e F se enfrentaram nas semifinais, final e disputa pelo bronze, e as equipes eliminadas destes grupos disputaram as definições das posições do quinto ao oitavo lugares.Já as  duas primeiras dos Grupos G e H participaram do playoff que definiu as posições do nono ao décimo segundo lugares, e as equipes eliminadas destes grupos disputaram o playoff para determinar as posições do décimo terceiro ao décimo sexto lugares.

## Primeira fase
|  | Qualificados para a Segunda Fase (Grupo E) |
|  | Qualificados para a Segunda Fase (Grupo F) |
|  | Qualificados para a Segunda Fase (Grupo G) |
|  | Qualificados para a Segunda Fase (Grupo H) |

### Grupo A
Classificação
|     |         |     | Jogos | Jogos | Jogos | Pontos | Pontos | Pontos | Sets | Sets | Sets  |
| Pos | Equipe  | Pts | T     | V     | D     | V      | P      | R      | V    | P    | R     |
| --- | ------- | --- | ----- | ----- | ----- | ------ | ------ | ------ | ---- | ---- | ----- |
| 1   | Turquia | 9   | 3     | 3     | 0     | 247    | 198    | 1.247  | 9    | 1    | 9,000 |
| 2   | Canadá  | 5   | 3     | 2     | 1     | 283    | 254    | 1.114  | 7    | 5    | 1.400 |
| 3   | México  | 3   | 3     | 1     | 2     | 181    | 210    | 0.862  | 3    | 6    | 0.500 |
| 4   | Egito   | 1   | 3     | 0     | 3     | 226    | 274    | 0.825  | 2    | 9    | 0.222 |

Resultados
| Data   | Hora  |            | Placar |            | Set 1 | Set 2 | Set 3 | Set 4 | Set 5 | Total   | Relatório |
| ------ | ----- | ---------- | ------ | ---------- | ----- | ----- | ----- | ----- | ----- | ------- | --------- |
| 11 set | 12:00 | 'Turquia ' | 3–1    | Canadá     | 17–25 | 25–22 | 25–22 | 25–19 |       | 92–88   | 92–88     |
| 11 set | 20:00 | 'México '  | 3–0    | Egito      | 25–17 | 25–23 | 25–20 |       |       | 75–60   | 75–60     |
| 12 set | 12:00 | Egito      | 2–3    | ' Canadá ' | 32–30 | 26–24 | 19–25 | 19–25 | 9–15  | 105–119 | 105–119   |
| 12 set | 19:00 | México     | 0–3    | ' Turquia' | 16–25 | 19–25 | 14–25 |       |       | 49–75   | 49–75     |
| 13 set | 12:00 | 'Turquia ' | 3–0    | Egito      | 30–28 | 25–15 | 25–18 |       |       | 80–61   | 80–61     |
| 13 set | 19:00 | 'Canadá '  | 3–0    | México     | 25–17 | 25–20 | 25–20 |       |       | 75–57   | 75–57     |

### Grupo B
Classificação
|     |                |     | Jogos | Jogos | Jogos | Pontos | Pontos | Pontos | Sets | Sets | Sets  |
| Pos | Equipe         | Pts | T     | V     | D     | V      | P      | R      | V    | P    | R     |
| --- | -------------- | --- | ----- | ----- | ----- | ------ | ------ | ------ | ---- | ---- | ----- |
| 1   | Rússia         | 9   | 3     | 3     | 0     | 226    | 178    | 1.270  | 9    | 0    | MAX   |
| 2   | Argentina      | 5   | 3     | 2     | 1     | 269    | 278    | 0.968  | 6    | 6    | 1,000 |
| 3   | Polônia        | 3   | 3     | 1     | 2     | 241    | 230    | 1.048  | 4    | 6    | 0.667 |
| 4   | Estados Unidos | 1   | 3     | 0     | 3     | 208    | 258    | 0.806  | 2    | 9    | 0.222 |

Resultados
| Data   | Hora  |                | Placar |                | Set 1 | Set 2 | Set 3 | Set 4 | Set 5 | Total   | Relatório |
| ------ | ----- | -------------- | ------ | -------------- | ----- | ----- | ----- | ----- | ----- | ------- | --------- |
| 11 set | 14:00 | 'Rússia '      | 3–0    | Polônia        | 25–20 | 25–23 | 26–24 |       |       | 76–67   | 76–67     |
| 11 set | 17:00 | 'Argentina '   | 3–2    | Estados Unidos | 25–21 | 25–23 | 21–25 | 22–25 | 15–10 | 108–104 | 108–104   |
| 12 set | 14:00 | 'Polônia '     | 3–0    | Estados Unidos | 25–22 | 25–19 | 25–14 |       |       | 75–55   | 75–55     |
| 12 set | 17:00 | 'Rússia '      | 3–0    | Argentina      | 25–18 | 25–23 | 25–21 |       |       | 75–62   | 75–62     |
| 13 set | 14:00 | 'Argentina '   | 3–1    | Polônia        | 32–30 | 16–25 | 26–24 | 25–20 |       | 99–99   | 99–99     |
| 13 set | 17:00 | Estados Unidos | 0–3    | ' Rússia'      | 17–25 | 17–25 | 15–25 |       |       | 49–75   | 49–75     |

### Grupo C
Classificação
|     |        |     | Jogos | Jogos | Jogos | Pontos | Pontos | Pontos | Sets | Sets | Sets  |
| Pos | Equipe | Pts | T     | V     | D     | V      | P      | R      | V    | P    | R     |
| --- | ------ | --- | ----- | ----- | ----- | ------ | ------ | ------ | ---- | ---- | ----- |
| 1   | Brasil | 9   | 3     | 3     | 0     | 249    | 197    | 1.264  | 9    | 1    | 9,000 |
| 2   | China  | 6   | 3     | 2     | 1     | 262    | 234    | 1.120  | 7    | 4    | 1.750 |
| 3   | Irã    | 3   | 3     | 1     | 2     | 224    | 247    | 0.907  | 4    | 7    | 0.571 |
| 4   | Cuba   | 0   | 3     | 0     | 3     | 186    | 243    | 0.765  | 1    | 9    | 0.111 |

Resultados
| Data   | Hora  |           | Placar |           | Set 1 | Set 2 | Set 3 | Set 4 | Set 5 | Total | Relatório |
| ------ | ----- | --------- | ------ | --------- | ----- | ----- | ----- | ----- | ----- | ----- | --------- |
| 11 set | 12:00 | 'Brasil ' | 3–0    | Cuba      | 25–21 | 25–18 | 25–15 |       |       | 75–54 | 75–54     |
| 11 set | 19:00 | Irã       | 1–3    | ' China'  | 21–25 | 14–25 | 25–19 | 21–25 |       | 81–94 | 81–94     |
| 12 set | 12:00 | Cuba      | 0–3    | ' China'  | 20–25 | 16–25 | 18–25 |       |       | 54–75 | 54–75     |
| 12 set | 19:00 | 'Brasil ' | 3–0    | Irã       | 25–11 | 25–18 | 25–21 |       |       | 75–50 | 75–50     |
| 13 set | 12:00 | 'Irã '    | 3–1    | Cuba      | 18–25 | 25–17 | 25–18 | 25–18 |       | 93–78 | 93–78     |
| 13 set | 19:00 | China     | 1–3    | ' Brasil' | 24–26 | 22–25 | 25–23 | 22–25 |       | 93–99 | 93–99     |

### Grupo D
Classificação
|     |           |     | Jogos | Jogos | Jogos | Pontos | Pontos | Pontos | Sets | Sets | Sets  |
| Pos | Equipe    | Pts | T     | V     | D     | V      | P      | R      | V    | P    | R     |
| --- | --------- | --- | ----- | ----- | ----- | ------ | ------ | ------ | ---- | ---- | ----- |
| 1   | Itália    | 9   | 3     | 3     | 0     | 275    | 226    | 1.217  | 9    | 2    | 4.500 |
| 2   | Eslovênia | 5   | 3     | 2     | 1     | 292    | 300    | 0.973  | 7    | 6    | 1.167 |
| 3   | França    | 4   | 3     | 1     | 2     | 265    | 282    | 0.940  | 5    | 7    | 0.714 |
| 4   | Japão     | 0   | 3     | 0     | 3     | 269    | 293    | 0.918  | 3    | 9    | 0.333 |

Resultados
| Data   | Hora  |              | Placar |              | Set 1 | Set 2 | Set 3 | Set 4 | Set 5 | Total   | Relatório |
| ------ | ----- | ------------ | ------ | ------------ | ----- | ----- | ----- | ----- | ----- | ------- | --------- |
| 11 set | 14:00 | 'Itália '    | 3–1    | Eslovênia    | 22–25 | 25–21 | 25–20 | 25–20 |       | 97–86   | 97–86     |
| 11 set | 17:00 | 'França '    | 3–1    | Japão        | 25–23 | 26–24 | 22–25 | 25–21 |       | 98–93   | 98–93     |
| 12 set | 14:00 | 'Eslovênia ' | 3–1    | Japão        | 17–25 | 25–23 | 25–21 | 25–22 |       | 92–91   | 92–91     |
| 12 set | 17:00 | 'Itália '    | 3–0    | França       | 25–13 | 25–23 | 25–19 |       |       | 75–55   | 75–55     |
| 13 set | 14:00 | França       | 2–3    | ' Eslovênia' | 22–25 | 22–25 | 25–21 | 25–23 | 18–20 | 112–114 | 112–114   |
| 13 set | 17:00 | Japão        | 1–3    | ' Itália'    | 20–25 | 25–23 | 28–30 | 12–25 |       | 85–103  | 85–103    |

## Segunda fase
|  | Qualificados para as Semifinais                    |
|  | Qualificados para as Disputa do 5º ao 8º lugares   |
|  | Qualificados para as Disputa do 9º ao 12º lugares  |
|  | Qualificados para as Disputa do 13º ao 16º lugares |

### Grupo E
Classificação
|     |           |     | Jogos | Jogos | Jogos | Pontos | Pontos | Pontos | Sets | Sets | Sets  |
| Pos | Equipe    | Pts | T     | V     | D     | V      | P      | R      | V    | P    | R     |
| --- | --------- | --- | ----- | ----- | ----- | ------ | ------ | ------ | ---- | ---- | ----- |
| 1   | Argentina | 9   | 3     | 3     | 0     | 233    | 191    | 1.220  | 9    | 0    | MAX   |
| 2   | Brasil    | 5   | 3     | 2     | 1     | 263    | 255    | 1.031  | 6    | 6    | 1,000 |
| 3   | Turquia   | 3   | 3     | 1     | 2     | 275    | 290    | 0.948  | 5    | 8    | 0.625 |
| 4   | Eslovênia | 1   | 3     | 0     | 3     | 248    | 283    | 0.876  | 3    | 9    | 0.333 |

Resultados
| Data   | Hora  |              | Placar |              | Set 1 | Set 2 | Set 3 | Set 4 | Set 5 | Total   | Relatório |
| ------ | ----- | ------------ | ------ | ------------ | ----- | ----- | ----- | ----- | ----- | ------- | --------- |
| 15 set | 12:00 | 'Turquia '   | 3–2    | Eslovênia    | 20–25 | 20–25 | 26–24 | 26–24 | 16–14 | 108–112 | 108–112   |
| 15 set | 14:00 | 'Argentina ' | 3–0    | Brasil       | 29–27 | 25–18 | 25–19 |       |       | 79–64   | 79–64     |
| 16 set | 17:00 | Eslovênia    | 1–3    | ' Brasil'    | 20–25 | 25–21 | 21–25 | 9–25  |       | 75–96   | 75–96     |
| 16 set | 19:00 | Turquia      | 0–3    | ' Argentina' | 21–25 | 22–25 | 23–25 |       |       | 66–75   | 66–75     |
| 17 set | 12:00 | 'Argentina ' | 3–0    | Eslovênia    | 25–18 | 25–16 | 29–27 |       |       | 79–61   | 79–61     |
| 17 set | 17:00 | 'Brasil '    | 3–2    | Turquia      | 25–22 | 25–20 | 18–25 | 20–25 | 15–9  | 103–101 | 103–101   |

### Grupo F
Classificação
|     |        |     | Jogos | Jogos | Jogos | Pontos | Pontos | Pontos | Sets | Sets | Sets  |
| Pos | Equipe | Pts | T     | V     | D     | V      | P      | R      | V    | P    | R     |
| --- | ------ | --- | ----- | ----- | ----- | ------ | ------ | ------ | ---- | ---- | ----- |
| 1   | Rússia | 9   | 3     | 3     | 0     | 251    | 174    | 1.443  | 9    | 1    | 9,000 |
| 2   | China  | 6   | 3     | 2     | 1     | 203    | 187    | 1.086  | 6    | 3    | 2,000 |
| 3   | Itália | 3   | 3     | 1     | 2     | 233    | 249    | 0.936  | 3    | 7    | 0.429 |
| 4   | Canadá | 0   | 3     | 0     | 3     | 226    | 285    | 0.793  | 2    | 9    | 0.222 |

Resultados
| Data   | Hora  |           | Placar |           | Set 1 | Set 2 | Set 3 | Set 4 | Set 5 | Total  | Relatório |
| ------ | ----- | --------- | ------ | --------- | ----- | ----- | ----- | ----- | ----- | ------ | --------- |
| 15 set | 17:00 | Canadá    | 1–3    | ' Itália' | 39–37 | 19–25 | 19–25 | 19–25 |       | 96–112 | 96–112    |
| 15 set | 19:00 | 'Rússia ' | 3–0    | China     | 25–12 | 25–19 | 25–22 |       |       | 75–53  | 75–53     |
| 16 set | 12:00 | Itália    | 0–3    | ' China'  | 20–25 | 17–25 | 22–25 |       |       | 59–75  | 59–75     |
| 16 set | 14:00 | Canadá    | 1–3    | ' Rússia' | 21–25 | 20–25 | 25–23 | 11–25 |       | 77–98  | 77–98     |
| 17 set | 14:00 | 'China '  | 3–0    | Canadá    | 25–16 | 25–16 | 25–21 |       |       | 75–53  | 75–53     |
| 17 set | 19:00 | 'Rússia ' | 3–0    | Itália    | 25–20 | 28–26 | 25–16 |       |       | 78–62  | 78–62     |

### Grupo G
Classificação
|     |                |     | Jogos | Jogos | Jogos | Pontos | Pontos | Pontos | Sets | Sets | Sets  |
| Pos | Equipe         | Pts | T     | V     | D     | V      | P      | R      | V    | P    | R     |
| --- | -------------- | --- | ----- | ----- | ----- | ------ | ------ | ------ | ---- | ---- | ----- |
| 1   | Estados Unidos | 8   | 3     | 3     | 0     | 278    | 254    | 1.094  | 9    | 3    | 3,000 |
| 2   | Irã            | 7   | 3     | 2     | 1     | 276    | 250    | 1.104  | 8    | 4    | 2,000 |
| 3   | Japão          | 3   | 3     | 1     | 2     | 256    | 238    | 1.076  | 5    | 6    | 0.833 |
| 4   | México         | 0   | 3     | 0     | 3     | 157    | 225    | 0.698  | 0    | 9    | 0,000 |

Resultados
| Data   | Hora  |                   | Placar |                   | Set 1 | Set 2 | Set 3 | Set 4 | Set 5 | Total   | Relatório |
| ------ | ----- | ----------------- | ------ | ----------------- | ----- | ----- | ----- | ----- | ----- | ------- | --------- |
| 15 set | 14:00 | 'Estados Unidos ' | 3–2    | Irã               | 25–19 | 21–25 | 25–22 | 24–26 | 16–14 | 111–106 | 111–106   |
| 15 set | 19:00 | México            | 0–3    | ' Japão'          | 20–25 | 16–25 | 15–25 |       |       | 51–75   | 51–75     |
| 16 set | 17:00 | Japão             | 1–3    | ' Irã'            | 25–27 | 25–18 | 19–25 | 21–25 |       | 90–95   | 90–95     |
| 16 set | 19:00 | México            | 0–3    | ' Estados Unidos' | 23–25 | 17–25 | 17–25 |       |       | 57–75   | 57–75     |
| 17 set | 12:00 | 'Estados Unidos ' | 3–1    | Japão             | 25–23 | 17–25 | 25–20 | 25–23 |       | 92–91   | 92–91     |
| 17set  | 17:00 | ' Irã'            | 3–0    | México            | 25–19 | 25–14 | 25–16 |       |       | 75–49   | 75–49     |

### Grupo H
Classificação
|     |         |     | Jogos | Jogos | Jogos | Pontos | Pontos | Pontos | Sets | Sets | Sets  |
| Pos | Equipe  | Pts | T     | V     | D     | V      | P      | R      | V    | P    | R     |
| --- | ------- | --- | ----- | ----- | ----- | ------ | ------ | ------ | ---- | ---- | ----- |
| 1   | Polônia | 8   | 3     | 3     | 0     | 312    | 275    | 1.135  | 9    | 4    | 2.250 |
| 2   | França  | 6   | 3     | 2     | 1     | 251    | 245    | 1.024  | 7    | 4    | 1.750 |
| 3   | Cuba    | 4   | 3     | 1     | 2     | 292    | 290    | 1.007  | 6    | 7    | 0.857 |
| 4   | Egito   | 0   | 3     | 0     | 3     | 225    | 270    | 0.833  | 2    | 9    | 0.222 |

Resultados
| Data   | Hora  |            | Placar |            | Set 1 | Set 2 | Set 3 | Set 4 | Set 5 | Total   | Relatório |
| ------ | ----- | ---------- | ------ | ---------- | ----- | ----- | ----- | ----- | ----- | ------- | --------- |
| 15 set | 12:00 | 'Polônia ' | 3–2    | Cuba       | 25–20 | 30–32 | 16–25 | 25–20 | 15–12 | 111–109 | 111–109   |
| 15 set | 17:00 | Egito      | 0–3    | ' França'  | 15–25 | 19–25 | 22–25 |       |       | 56–75   | 56–75     |
| 16 set | 12:00 | 'França '  | 3–1    | Cuba       | 25–23 | 25–22 | 19–25 | 25–16 |       | 94–86   | 94–86     |
| 16 set | 15:00 | Egito      | 1–3    | ' Polônia' | 25–23 | 21–25 | 21–25 | 17–25 |       | 84–98   | 84–98     |
| 17 set | 14:00 | 'Cuba '    | 3–1    | Egito      | 25–18 | 25–21 | 22–25 | 25–21 |       | 97–85   | 97–85     |
| 17 set | 17:00 | 'Polônia ' | 3–1    | França     | 25–16 | 25–17 | 28–30 | 25–19 |       | 103–82  | 103–82    |

## Fase final

### Classificação do 13º ao 16º lugares
| Data   | Hora  |          | Placar |        | Set 1 | Set 2 | Set 3 | Set 4 | Set 5 | Total  | Relatório |
| ------ | ----- | -------- | ------ | ------ | ----- | ----- | ----- | ----- | ----- | ------ | --------- |
| 19 set | 12:00 | 'Japão ' | 3–1    | Egito  | 25–18 | 27–29 | 25–21 | 25–20 |       | 102–88 | 102–88    |
| 19 set | 14:00 | 'Cuba '  | 3–0    | México | 25–19 | 25–23 | 25–22 |       |       | 75–64  | 75–64     |

### Classificação do 9º ao 12º lugares
| Data   | Hora  |                | Placar |           | Set 1 | Set 2 | Set 3 | Set 4 | Set 5 | Total | Relatório |
| ------ | ----- | -------------- | ------ | --------- | ----- | ----- | ----- | ----- | ----- | ----- | --------- |
| 19 set | 17:00 | Estados Unidos | 1–3    | ' França' | 22–25 | 20–25 | 25–16 | 21–25 |       | 88–91 | 88–91     |
| 19 set | 19:00 | 'Polônia '     | 3–1    | Irã       | 21–25 | 25–21 | 25–22 | 25–19 |       | 96–87 | 96–87     |

### Classificação do 5º ao 8º lugares
| Data   | Hora  |           | Placar |            | Set 1 | Set 2 | Set 3 | Set 4 | Set 5 | Total | Relatório |
| ------ | ----- | --------- | ------ | ---------- | ----- | ----- | ----- | ----- | ----- | ----- | --------- |
| 19 set | 12:00 | Canadá    | 0–3    | ' Turquia' | 23–25 | 14–25 | 16–25 |       |       | 53–75 | 53–75     |
| 19 set | 14:00 | 'Itália ' | 3–1    | Eslovênia  | 25–20 | 25–16 | 19–25 | 25–20 |       | 94–81 | 94–81     |

### Semifinais
| Data   | Hora  |              | Placar |        | Set 1 | Set 2 | Set 3 | Set 4 | Set 5 | Total | Relatório |
| ------ | ----- | ------------ | ------ | ------ | ----- | ----- | ----- | ----- | ----- | ----- | --------- |
| 19 set | 17:00 | 'Argentina ' | 3–0    | China  | 25–22 | 26–24 | 25–14 |       |       | 76–60 | 76–60     |
| 19 set | 19:00 | 'Rússia '    | 3–1    | Brasil | 25–23 | 25–21 | 18–25 | 25–21 |       | 93–90 | 93–90     |

### Décimo quinto lugar
| Data   | Hora  |          | Placar |        | Set 1 | Set 2 | Set 3 | Set 4 | Set 5 | Total | Relatório |
| ------ | ----- | -------- | ------ | ------ | ----- | ----- | ----- | ----- | ----- | ----- | --------- |
| 20 set | 10:00 | 'Egito ' | 3–0    | México | 27–25 | 25–19 | 25–21 |       |       | 77–65 | 77–65     |

### Décimo terceiro lugar
| Data   | Hora  |       | Placar |         | Set 1 | Set 2 | Set 3 | Set 4 | Set 5 | Total | Relatório |
| ------ | ----- | ----- | ------ | ------- | ----- | ----- | ----- | ----- | ----- | ----- | --------- |
| 20 set | 12:00 | Japão | 0–3    | ' Cuba' | 21–25 | 19–25 | 16–25 |       |       | 56–75 | 56–75     |

### Décimo primeiro lugar
| Data   | Hora  |                 | Placar |     | Set 1 | Set 2 | Set 3 | Set 4 | Set 5 | Total | Relatório |
| ------ | ----- | --------------- | ------ | --- | ----- | ----- | ----- | ----- | ----- | ----- | --------- |
| 20 set | 15:00 | 'Estados Unidos | 3–2    | Irã | 25–18 | 25–18 | 21–25 | 12–25 | 15–10 | 98–96 | 98–96     |

### Nono lugar
| Data   | Hora  |        | Placar |            | Set 1 | Set 2 | Set 3 | Set 4 | Set 5 | Total | Relatório |
| ------ | ----- | ------ | ------ | ---------- | ----- | ----- | ----- | ----- | ----- | ----- | --------- |
| 20 set | 17:00 | França | 0–3    | ' Polônia' | 20–25 | 28–30 | 19–25 |       |       | 67–80 | 67–80     |

### Sétimo lugar
| Data   | Hora  |        | Placar |              | Set 1 | Set 2 | Set 3 | Set 4 | Set 5 | Total | Relatório |
| ------ | ----- | ------ | ------ | ------------ | ----- | ----- | ----- | ----- | ----- | ----- | --------- |
| 20 set | 10:00 | Canadá | 1–3    | ' Eslovênia' | 25–23 | 18–25 | 18–25 | 11–25 |       | 72–98 | 72–98     |

### Quinto lugar
| Data   | Hora  |         | Placar |           | Set 1 | Set 2 | Set 3 | Set 4 | Set 5 | Total | Relatório |
| ------ | ----- | ------- | ------ | --------- | ----- | ----- | ----- | ----- | ----- | ----- | --------- |
| 20 set | 12:00 | Turquia | 0–3    | ' Itália' | 22–25 | 17–25 | 16–25 |       |       | 55–75 | 55–75     |

### Terceiro lugar
| Data   | Hora  |        | Placar |        | Set 1 | Set 2 | Set 3 | Set 4 | Set 5 | Total  | Relatório |
| ------ | ----- | ------ | ------ | ------ | ----- | ----- | ----- | ----- | ----- | ------ | --------- |
| 20 set | 15:00 | 'China | 3–1    | Brasil | 25–19 | 25–21 | 27–29 | 25–21 |       | 102–90 | 102–90    |

### Final
| Data   | Hora  |           | Placar |           | Set 1 | Set 2 | Set 3 | Set 4 | Set 5 | Total  | Relatório |
| ------ | ----- | --------- | ------ | --------- | ----- | ----- | ----- | ----- | ----- | ------ | --------- |
| 20 Sep | 17:00 | Argentina | 2–3    | ' Rússia' | 25–20 | 25–18 | 16–25 | 21–25 | 11–15 | 98–103 | 98–103    |